# Sunrise to Sundown
Albums de Spiritual Beggars
Earth Blues
(2013)
Sunrise to Sundown est le neuvième album studio du groupe de stoner rock suédois, Spiritual Beggars. Il est paru le 18 mars 2016 sur le label allemand Century Media Records. Cet album a été enregistré en Suède dans les studios Sweetspot.

## Liste des titres
| No  | Titre                  | Durée |
| --- | ---------------------- | ----- |
| 1.  | Sunrise to Sundown     | 3:08  |
| 2.  | Diamond Under Pressure | 3:43  |
| 3.  | What Doesn't Kill You  | 4:31  |
| 4.  | Hard Road              | 4:14  |
| 5.  | Still Hunter           | 3:38  |
| 6.  | No Man's Land          | 5:53  |
| 7.  | I Turn to Stone        | 4:17  |
| 8.  | Dark Light Child       | 3:27  |
| 9.  | Lonely Freedom         | 5:40  |
| 10. | You've Been Fooled     | 3:19  |
| 11. | Southern Star          | 5:02  |

## Musiciens
- Michael Amott : guitares
- Sharlee D' Angelo : basse
- Apollo Papathanasio : chant
- Per Wiberg : claviers
- Ludwig Witt : batterie, percussions